# Epizoanthus incrustatus
Epizoanthus incrustatus är en korallart som beskrevs av Magnus Wilhelm von Düben och Johan Koren 1847. Epizoanthus incrustatus ingår i släktet Epizoanthus och familjen Epizoanthidae. Inga underarter finns listade i Catalogue of Life.